# Velika nagrada Bielle 1934
Velika nagrada Bielle 1934 je bila neprvenstvena dirka za Veliko nagrado v sezoni 1934. Odvijala se je 2. septembra 1934 v italijanskem mestu Biella. 

## Poročilo

### Pred dirko
Prva dirka za Veliko nagrado Bielle je potekala na mali in ozki ulični stezi po istoimenskem mestu. Dirka je potekala v treh preddirkah po petindvajset krogov in finalu dolgem štirideset krogov. 

### Dirka
Na štartu finalne dirke je povedel Giovanni Minozzi, sledila sta mu Achille Varzi in Giuseppe Farina, ki je dirkal z dirkalnikom Maserati 4CM za razred Voiturette, toda zaradi svojih sposobnosti ter počasne in zavite steze se je lahko kosal z dirkači z mnogo močnejšimi dirkalniki. Vodilni Minozzi je v osemnajstem krogu odstopil zaradi okvare motorja, Tazio Nuvolari pa v petindvajsetem zaradi okvare vzmetenja, tako da sta se zdaj za vodstvo borila Varzi in Carlo Felice Trossi, ki je veljal za specialista za ulične steze, Farina je bil še vedno tretji. Trossi je upravičil svoj sloves in tudi z najhitrejšim krogom dirke 1:29,8 zmagal z le 0,2 sekunde prednosti pred Varzijem, nova dvojna Ferrarijeva zmaga, Farina je ostal tretji s slabima dvema minutama zaostanka, pol minute pred dirkačem tovarniškega moštva Automobiles Ettore Bugatti, Antoniem Briviem, ter petim in zadnjim uvrščenim Renatom Balestrerom, ki je zaostajal že za krog. 

## Rezultati

### Prva pred-dirka
Odebeljeni dirkači so se uvrstili v finale.
| Poz | Št | Dirkač              | Moštvo                      | Dirkalnik        | Krogi | Čas/Odstop | Št. m. |
| --- | -- | ------------------- | --------------------------- | ---------------- | ----- | ---------- | ------ |
| 1   | 4  | Carlo Felice Trossi | Scuderia Ferrari            | Alfa Romeo P3    | 25    | 40:44,2    | 1      |
| 2   | 36 | Giovanni Minozzi    | Scuderia Siena              | Alfa Romeo Monza | 25    | + 42,6 s   | 4      |
| 3   | 10 | Clemente Biondetti  | Gruppo Genovese San Giorgio | Maserati 8CM     | 25    | + 1:25,4   | 2      |
| 4   | 28 | Luigi Premoli       | Privatnik                   | PBM-Maserati     | 23    | +2 kroga   | 3      |
| Ods | 34 | Umberto Cesareto    | Privatnik                   | Maserati 26      | 3     | Trčenje    | 5      |

### Druga pred-dirka
Odebeljeni dirkači so se uvrstili v finale.
| Poz | Št | Dirkač            | Moštvo                      | Dirkalnik        | Krogi | Čas/Odstop | Št. m. |
| --- | -- | ----------------- | --------------------------- | ---------------- | ----- | ---------- | ------ |
| 1   | 20 | Tazio Nuvolari    | Scuderia Siena              | Alfa Romeo Monza | 25    | 40:19,0    | 3      |
| 2   | 26 | Giuseppe Farina   | Scuderia Subalpina          | Maserati 4CM     | 25    | + 20,6 s   | 6      |
| 3   | 8  | Renato Balestrero | Gruppo Genovese San Giorgio | Alfa Romeo Monza | 25    | + 1:27,6   | 2      |
| 4   | 2  | Franco Comotti    | Scuderia Ferrari            | Alfa Romeo P3    | 25    | + 1:43,0   | 1      |
| 5   | 14 | Luigi Rezzonico   | Scuderia Brianza            | Maserati 4CM     | 24    | +1 krog    | 5      |
| 6   | 32 | Luigi Pages       | Privatnik                   | Alfa Romeo Monza | 24    | +1 krog    | 6      |

### Tretja pred-dirka
Odebeljeni dirkači so se uvrstili v finale.
| Poz | Št | Dirkač                | Moštvo                     | Dirkalnik        | Krogi | Čas/Odstop | Št. m. |
| --- | -- | --------------------- | -------------------------- | ---------------- | ----- | ---------- | ------ |
| 1   | 6  | Achille Varzi         | Scuderia Ferrari           | Alfa Romeo P3    | 25    | 39:42,0    | 1      |
| 2   | 24 | Antonio Brivio        | Automobiles Ettore Bugatti | Bugatti T51      | 25    | + 1:43,4   | 2      |
| 3   | 30 | Gino Rovere           | Scuderia Subalpina         | Alfa Romeo Monza | 25    | + 2:59,8   | 3      |
| 4   | 18 | Gino Cornaggia Medici | Privatnik                  | Alfa Romeo Monza | 25    | + 3:02,0   | 5      |
| 5   | 16 | Giovanni Lurani       | Privatnik                  | Maserati 4CS     | 24    | +1 krog    | 4      |
| 6   | 12 | Aldo Bianchi          | Scuderia Brianza           | Bugatti T39A     | 23    | +2 kroga   | 6      |
| Ods | 42 | Luigi Platé           | Privatnik                  | Talbot T700      | 1     |            | 7      |

### Niso štartali (DNS) ali se udeležili dirke (DNA)
Navedeni so posebej, ker ni znano, v kateri od preddirk bi naj nastopili.
| Št | Dirkač                  | Moštvo    | Dirkalnik  |
| -- | ----------------------- | --------- | ---------- |
| 22 | Carlo Emanuele Restetti | Privatnik | Alfa Romeo |
| 38 | Giulio Aymini           | Privatnik | Alfa Romeo |
| 40 | Francesco Arezzo        | Privatnik | Alfa Romeo |

### Finale
| Poz | Št | Dirkač              | Moštvo                      | Dirkalnik        | Krogi | Čas/Odstop | Št. m. |
| --- | -- | ------------------- | --------------------------- | ---------------- | ----- | ---------- | ------ |
| 1   | 4  | Carlo Felice Trossi | Scuderia Ferrari            | Alfa Romeo P3    | 40    | 1:02:57.2  | 4      |
| 2   | 6  | Achille Varzi       | Scuderia Ferrari            | Alfa Romeo P3    | 40    | + 0.2 s    | 1      |
| 3   | 26 | Giuseppe Farina     | Scuderia Subalpina          | Maserati 4CM     | 40    | + 1:47.2   | 3      |
| 4   | 24 | Antonio Brivio      | Automobiles Ettore Bugatti  | Bugatti T51      | 40    | + 2:13.4   | 5      |
| 5   | 8  | Renato Balestrero   | Gruppo Genovese San Giorgio | Alfa Romeo Monza | 39    | +1 krog    | 6      |
| Ods | 20 | Tazio Nuvolari      | Scuderia Siena              | Alfa Romeo Monza | 25    | Vzmetenje  | 2      |
| Ods | 36 | Giovanni Minozzi    | Scuderia Siena              | Alfa Romeo Monza | 18    | Motor      | 7      |